# Csaba Giczy
Csaba Giczy (Cham, Baviera, 5 de agosto de 1945) é um ex-canoísta húngaro especialista em provas de velocidade.

## Carreira
Foi vencedor da medalha de prata em K-2 1000 m em Cidade do México 1968, junto com o seu colega de equipa István Timár.
Foi vencedor da medalha de bronze em K-4 1000 m em Cidade do México 1968, junto com os seus colegas de equipa István Timár, Imre Szöllősi e István Csizmadia.